# Державна програма розвитку Збройних Сил України на 2006-2011 роки
Державна програма розвитку Збройних Сил України на 2006-2011 роки — це програма щодо розвитку та реформування Збройних Сил України, що була затверджена Президентом України в 2004 році у зв'язку з ухваленням нового стратегічного оборонного бюлетеня.. Програма мала врахувати нові реалії та опиратися на сучасні норми та вимоги. Зокрема, Президентом була вказана вимога в першу чергу звернути увагу на реформування системи управління Збройними Силами, виходячи з прийняттям нової структури, проблему модернізації та закупівлі нових зразків озброєнь та техніки, а також звернути увагу на проблему соціального захисту військовослужбовців та їх сімей.
Головною перевагою та особливістю розробки програми була наявність вихідних даних для середньострокового планування. В першу чергу даних на ресурсне забезпечення. Нова Державна програма була розроблена у загальнодержавній системі оборонного планування, що була прийнята Верховною Радою України 18 листопада 2004 року. Ця система була створена відповідно до стандартів НАТО і мала на меті спростити процес переходу організації планування до практик колективних систем оборони.

## Структура
Структура Державної програми розвитку Збройних Сил України на 2006-2011 роки включала:
1. Глибокий аналіз сучасного стану ЗСУ. Вивчення негативних тенденцій, що виникли внаслідок недофінансування та невідповідності армії та фінансовими можливостями держави.
2. Чітке визначення завдань, що стоять перед армією. Завдання мають визначатися на основі сучасних викликів та загроз з розрахунком сил та засобів, які можуть знадобитися в цих випадках.
3. Окреслення основних результатів, які має досягти Державна програма станом на 2011 рік.
4. Оцінка перспективних фінансових потреб армії, вивчення ризиків у випадку недосягнення потрібних фінансових показників.
5. Вирішення питання організації, контролю, координації та коригування Державної програми до та під час її виконання.

Програмні положення було деталізовано у головних та цільових програмах. Головні програми мали на меті визначити напрями розвитку та профі-тести функціональних структур та систем управління ЗС. Цільові програми мали визначити обсяги фінансування та забезпечення функціональних структур та систем управління ЗС. Спираючись на прийнятий Стратегічний оборонний бюлетень у Державній програмі були сплановані заходи, які стосувалися повного спектру життєдіяльністі ЗСУ, їх реформування для подальшого розвитку.

## Хід та результати реформ

### Розвиток системи управління
До 2006 року система управління Збройними Силами була заточена на керування збройними підрозділами в умовах ведення класичної широкомасштабної війни. Ця система складалася з п'яти ланок управління та включала в собі Генеральний Штаб, три командування видів ЗС, командування сил підтримки, два управління оперативних командувань, територіальне управління, сім управлінь корпусів та рівних їм органів військового управління ЗС України. Державною програмою було заплановано докорінно змінити такий підхід. Були створені умови для переходу на триланкову систему управління. Функції оперативного планування та управління міжвидовими угрупованнями військ, у тому числі миротворчих контингентів, було покладено на новостворений орган - об'єднане оперативне командування. Були впроваджені цифрові інтегральні мережі зв'язку, на основі єдиної автоматизованої системи управління ЗСУ.
Ці кроки з розвитку систем управління ЗС мали на меті створення сучасної системи, яка б:
- чітко розподіляла функції адміністративного та оперативного управління, а також відділила їх від функцій забезпечення;
- виключила можливості дублювання функцій та була б якомога оптимальнішою;
- відповідала уточненому завданню та складу військ;
- була максимально наближено до сучасних стандартів НАТО.[3]

Станом на 2010 рік: було остаточно сформовано корпус швидкого реагування Сухопутних військ, Командування Сухопутних військ отримало під підпорядкування всі  армійські корпуси та функції щодо оперативного управління військами; на заміну управління ескадри різнорідних сил Військово-Морських Сил був створений Центр морських операцій; Було сформовано управлінські вертикалі матеріально-технічного забезпечення новими органами управління – Озброєнням і Тилом Збройних Сил.

### Розвиток функціональних структур та чисельності ЗС
За Державною програмою планувалося вдосконалити функціональні структури ЗС. Малося на меті покращити їх якісні характеристики, досягнути відповідності бойового та чисельного складу до бойових можливостей реальних та потенційних загроз. Для цього ЗС було поділено на об'єднані сили швидкого реагування та основні сили оборони. Де сили швидкого реагування – це сили бойової готовності, які здатні виконувати поставлені задачі без доукомплетування та розгортатися у короткі строки. В свою чергу, вони діляться на сили негайного реагування та сили швидкого реагування. Основні сили оборони – це сили мобілізаційної готовності, вони можуть бути приведені у бойову готовність після доукомплектації та мобілізації. Основні сили оборони поділяються на сили нарощування та сили стабілізації. До систем забезпечення життєдіяльності ЗСУ було вирішено віднести бази, центри, арсенали та склади матеріально-технічного забезпечення.
Забезпечити готовність функціональних структур до виконання покладених завдань планувалося шляхом:
- приведення повної відповідності ОСШР до структур НАТО;
- будування структур військових частин та з'єднань за модульним принципом, з можливістю створення на їх основі бригадних та батальйоних груп.
- приведення ОСШР та ОСО до визначених стандартів;
- збільшення у процентному відношенні військових з'єднань, що перебувають у стані постійної бойової готовності та зменшення кількості структур логістики, навчальних закладів, організацій та установ, а також частин забезпечення;
- виведення із складу ЗС складів та установ забезпечення і переведення їх до складу Об'єднаних сил забезпечення.[3]

Загалом до 2010 року ЗС було скорочено на 53 тис. осіб, з них 36 тис. військовослужбовців. Чисельність військових знизилася до 192 тис. Процент бойових частин та підрозділів було доведено до 47%, 53% війська стали складати підрозділи забезпечення, військові навчальні заклади та установи. Було уточнено розподіл бойового складу за функціональними структурами. До кінця програми була удосконалена організаційно-штатна структура окремих механізованих і танкових бригад. Організаційно-штатна структура бойових бригад передбачала варіанти створення бойових тактичних груп модульного батальйонного та бригадного типів.

### Удосконалення кадрової роботи та обіймання посад особовим складом
Було заплановано удосконалення системи підготовки, розміщення та розподілення військових кадрів. Для цього програмою були передбачені наступні кроки:
- до кінця 2006 року встановити мінімальні строки вислуги та максимальні роки перебування офіцерів у військовому званні;
- до кінця 2007 року реформувати систему атестації офіцерів, узгодити її з системою ротації та встановити єдиний механізм управління кар'єрою за усією вертикаллю службового росту. Збалансувати систему згідно з законодавством та граничним віком перебувань військовослужбовців на посадах;
- збалансувати число цивільного персоналу та військовослужбовців в ЗСУ;
- до кінця 2010 року завершити повний перехід комплектування ЗС на контрактних військовослужбовців;
- до кінця 2011 року провести реформу системи військової освіти, інтегрувати її до державних систем, оптимізувати мережу навчальних закладів. При цьому пропонувалося провести скорочення кількості навчальних закладів у 4 рази (з 62 до 15);
- до кінця 2011 року встановити баланс офіцерського складу згідно процентного співвідношення: генерали (0,2-0,5%); полковники (5%); підполковники (14,5%); майори (20%); капітани (25%); лейтенанти (35%), старші офіцери (40%), молодші офіцери (60%).;
- на кінець 2011 року мати у складі ЗС 80 тис. військовослужбовців контрактників.[3]

На кінець програми вдалося досягти значного скорочення кількості вищих військових навчальних закладів та їх підрозділів. З 60 їх кількість була зменшена до 31. Була реалізована Концепція кадрової політики в Збройних Силах. Систему атестування особового складу було вдосконалено, тепер вона враховувала як рівень особистої підготовки військовослужбовця, так і рівень підготовки підпорядкованих підрозділів. Було створено кадровий центр ЗС України та кадрові центри видів ЗС України. Запроваджено ротаційні схеми особового складу. Було створено так звані паспорти військових посад, що забезпечило прозорість та об'єктивність при відборі та призначені військовослужбовців на посади. До 2010 року значних змін зазнала система районних військових комісаріатів. Вони були поповнені штатами згідно заданих завдань, а для роботи з контрактниками було створено 25 територіальних центрів. Система набору військових для служби за контрактом була значно спрощена та оптимізована.

### Удосконалення підготовки військ
У сфері підготовки війська передбачалося:
- до кінця 2007 року розробити та впровадити нову систему мобілізаційної та бойової готовності, підготовки військ, скориставшись новою базою з нормово-правових, навчально-організаційних та методичних питань;
- до кінця 2011 року сконцентрувати матеріальні та фінансові ресурси для забезпечення пріоритетної підготовки  військових частин та підрозділів в повному обсязі та за призначенням;
- до кінця 2011 року збалансувати кількість полігонів, створити спеціалізовані видові центри, збільшити обсяг, тривалість та масштаби проведення спільних заходів ЗСУ та членів країн НАТО;
- привести систему підготовки війська згідно актуальних соціально-економічних, військово-технічних показників держави. Забезпечити впровадження стандартів, прийнятих у провідних військових країн світу.

Згідно досліджень було виявлено, що у випадку невтручання у систему розвитку озброєння та військової техніки – збройні сили втратять основні види озброєння до 2011 року. Велика кількість застарілого озброєння, що знаходилося на балансі ЗС відволікало значну кількість коштів, які б могли йти на закупівлю нової сучасної техніки та екіпіровки. Саме тому було прийнято рішення провести значне скорочення матеріального забезпечення армії. Зокрема комплексної утилізації зазнали: 5% ракет, 12% боєприпасів для реактивної артилерії, 28% боєприпасів наземної артилерії до 152 мм., 25% танкових боєприпасів, 2% компонентів ракетного палива.  В заміну застарілим зразкам озброєння було заплановано приділяти більшу увагу оснащенню армії засобами управління, радіоелектронної боротьби, розвідки, авіації, протиповітряної оборони,забезпечити можливості щодо перекидання та десантування військ (сил), високоточної зброї,  реформування морської авіації та введення до бойового складу нових та модернізованих кораблів і катерів.
Станом на 2011 рік загальні плани та програми з підготовки військ були виконані на 83%. Зріс масштаб проведених навчань, найбільшими з яких були:  “Чисте небо – 2006”, “Артерія – 2007”, “Морський вузол – 2008”, “Рішуча дія”, “Взаємодія – 2010”, “Сприяння – 2011” та “Адекватне реагування – 2011”. Кількість особового складу, задіяного в активній фазі навчань, досягла 10%. Була здійснена нормативна регуляція служби у військовому резерві. Кількість резервістів досягла цифри в 1700 чоловік, що становить лише 21% від запланованої кількості. Була поновлена практика участі військовозобов'язаних громадян у військових зборах. Загалом було підготовлено 16 тис. військовозобов'язаних з залученням 245 військових організаційних структур. В рамках програми "Партнерство заради миру" розпочато цикл оцінок другого рівня за Програмою перевірки та зворотного зв'язку. Це дозволило підвищити рівень оперативної сумісності збройних підрозділів з арміями іноземних держав.

### Розвиток озброєння та військової техніки
На початок виконання державної програми оснащення ЗС перебувало у критичному стані. У випадку відсутності рішучих дій Україна могла залишитися без усіх видів основних озброєнь. А тим часом надлишковість боєприпасів та застарілої військової техніки гальмувало розвиток війська та вимагало значних коштів на утримання.
Державної програмою передбачалося утримання ЗС на боєздатному рівні, модернізація та продовження терміну дії наявного озброєння, а також закупівля нових видів техніки та боєприпасів. Окреме питання приділялося утилізації надлишкових боєприпасів та засобів боротьби. Пріоритетами в оснащенні ЗС України було відзначено розвиток засобів управління, розвідки, радіоелектронної боротьби, авіації, протиповітряної оборони, високоточної зброї, забезпечення можливостей щодо перекидання та десантування військ (сил), реформування морської авіації та введення до бойового складу нових та модернізованих кораблів і катерів.
Загалом до 2011 року було прийнято на озброєння 112 одиниць новітньої військової техніки та модернізованих зразків озброєнь. Закуплено більше 1300 основних зразків нових і модернізованих ОВТ та більше 7 тисяч одиниць іншого військового майна. З баз, арсеналів та складів було утилізовано більше 161 т. боєприпасів та близько 7 тон компонентів ракетного палива. У рамках вивільнення ЗС від невласних функції 100% військових частин було переведено на нову систему харчування з залучення структур підприємницької діяльності.

### Розвиток системи логістики
Значні реформи були заплановані в системах логістики. До кінця 2011 року планувалося перейти на принципово нову систему логістики ЗС, де основну роль мали відігрувати об'єднані центри забезпечення ОВТ. Єдина система забезпечення мала включати в себе як стаціонарну складову, для забезпечення армії за територіальним признаком у мирний час, так і мобільну - забезпечення війська у кризових ситуаціях та під час миротворчих операцій. Передбачалося змінити систему закупівель, після реформ закуповувати продовольство планувалося у малого та середнього бізнесу, провадження аутсорсингу з питань надання послуг, питання утримування споруд для армії мало вирішуватись з цивільними структурами або державними підприємствами України. Загалом система логістики мала стати економічно орієнтованою та більш наближеною до стандартів НАТО.

### Удосконалення системи соціального захисту військовослужбовців
Окремим питанням Державної програми було питання соціального захисту військовослужбовців та їх сімей. З метою удосконалення систему було прийнято рішення внести зміни до низки законодавчих актів та доопрацювати нормативно-правову базу.
У 2006-2011 рр. збудовано (придбано) 12,5 тис. квартир. Введено в експлуатацію 17 будівель загальною ємністю 2,6 тис. ліжко-місць.

## Загальні підсумки
Головною особливістю створення програми стала можливість опиратися на дані  щодо середньострокового планування, насамперед на прогнози фінансового та матеріального забезпечення. Загалом на програму реформ на період 2006-2011 року планувалося витратити близько  73,4 млрд грн. Ця цифра була детально опрацьована та виходила з прогнозованих економічних показників країни на цей період часу. З цієї суми на утримання ЗСУ планувалося витратити 60,5%, на підготовку близько 11,9%, на розвиток ОВТ та інфраструктури 20,8%, на реформування близько 6,8%. Вперше було визначено перелік завдань щодо захисту суверенітету та територіальної цілісності України, а також визначено терміни підготовки сил, для виконання цих завдань. Вже через два роки МО відзвітували про глибокі системні зміни спрямовані на побудову сучасної армії в Україні, яка б була адаптована до виконання актуальних завдань та готова до участі у міжнародному співробітництві. Але вже в 2010 році Міністерство Оборони повідомило, що внаслідок об'єктивних причин темпи виконання реформ були уповільнені. Проте вдалось уникнути деструктивних тенденцій і армія готова для подальшого реформування та розвитку у наступні роки. Таким чином навіть маючи детально розроблений план повного успіху досягти не вдалося.
За період 2006-2011 року Державна програма була профінансована на сумму 55,5 млрд грн., що становили 75,6% від запланованих потреб. Недофінансованість програми не аби як вплинула на її виконання. На практиці виявилося, що за час виконання програми якісні показники ЗС все більше відставали від змін у сфері оборони, обумовлених швидким розвитком систем колективної безпеки та інформаційних технологій, а також виявилася не відповідність прогнозів та реальних економічних показників держави. Крім того під час виконання реформи змінився інтеграційним напрям розвитку війська. Україна вирішила відмовитися від інтеграції в НАТО, та затвердила свій позаблоковий статус. У зв'язку з цим було здійснено корегування програми. Було призупинено переформатування командувань видів у штаби видів Збройних Сил, Командування сил підтримки в Об’єднання сил забезпечення та розформування управлінь оперативних командувань. Було розформовано Об'єднане оперативне командування, оскільки позаблоковий статус вимагав концентрації війська на вирішення кризових ситуацій власними силами. Натомість було створено нові міжвидові органи військового управління: оперативні командування "Південь" та "Захід".
Загалом попри певні успіхи на початку виконання програми під кінець звітного періоду програма загальмувала, що не дало в повній мірі досягти успіху у сферах комплектування, бойової підготовки, модернізації техніки та озброєнь, соціального захисту військовослужбовців. В окремих випадках можна було побачити і ознаки деградації. Причин невдач проведення реформи було декілька: по-перше - відсутність політичної волі та зацікавленості у найвищих колах держави, відсутність стійкої політики та персональної зацікавленості на владному рівні; по-друге - низька ефективність механізмів організації, що не дозволяло сконцентрувати ресурси та збільшити міжвідомчу координацію; по-третє - відсутність систематизації використання ресурсів, та їх обмеженість, недостатнє фінансування та неефективне використання бюджетних коштів.

### Нормативні джерела
- Указ Президента України № 670/2004 «Про рішення Ради національної безпеки і оборони України від 17 червня 2004 року "Про Стратегічний оборонний бюлетень України на період до 2015 року"» від 22.06.2004
- Закон № 2198-IV «Про організацію оборонного планування» від 18.11.2004  [Архівовано 26 липня 2014 у Wayback Machine.]